# (1997) Леверье
(1997) Леверье (фр. Leverrier) — астероид из группы главного пояса, который был открыт 17 октября 1963 года в рамках проекта IAP в обсерватории им. Гёте Линка и назван в честь французского математика Урбена Леверье, который совместно с Джоном Адамсом по возмущениям орбиты Урана рассчитал местоположение восьмой планеты — Нептуна.

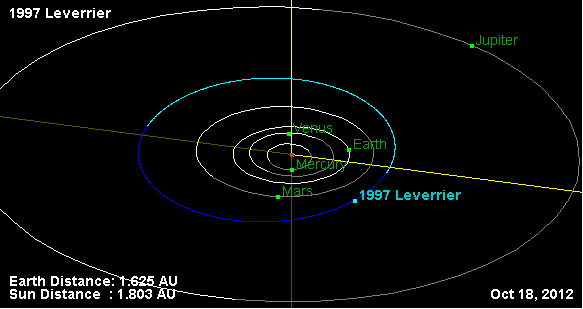
Орбита астероида Леверье и его положение в Солнечной системе